# Kiende
Kiende – miasto w Angoli, w prowincji Zair.